# Pheidole barreleti
Pheidole barreleti là một loài kiến trong họ Myrmicinae. Nó được tìm thấy ở Sri Lanka.